# Región de Shinyanga
Shinyanga es una de las treintaiuna regiones administrativas en las que se encuentra dividida la República Unida de Tanzania. Su capital es la ciudad de Shinyanga.

## Localización
Se ubica en el noroeste del país y tiene los siguientes límites:
| Noroeste: Región de Geita  | Norte: Región de Mwanza | Noreste: Región de Simiyu  |
| Oeste: Región de Geita     |                         | Este: Región de Simiyu     |
| Suroeste: Región de Tabora | Sur: Región de Tabora   | Sureste: Región de Singida |

## Subdivisiones
Esta región se encuentra subdividida internamente en 5 valiatos (población en 2012):
- Ciudad de Kahama (242 208 habitantes)
- Kahama (523 802 habitantes)
- Kishapu (272 990 habitantes)
- Shinyanga (334 417 habitantes)
- Ciudad de Shinyanga (161 391 habitantes)

## Territorio y población
La región de Shinyanga ocupa una superficie de 18.901 kilómetros cuadrados. Según el censo de 2022, su población era de 2.241.299 personas. La densidad poblacional es de 118'6 habitantes por kilómetro cuadrado.